# 680 Женовева
680 Женовева (680 Genoveva) — астероїд головного поясу, відкритий 22 квітня 1909 року.
Названий на честь героїні п'єси «Женев'єва» Христіана Геббеля.
Тіссеранів параметр щодо Юпітера — 3,070.